# Ambulancetjenesten i Danmark
Ambulancetjenesten i Danmark udgøres primært af den del, som udføres på vegne af Danmarks regioner som en del af det offentlige sundhedsvæsen. Sekundært eksisterer der et privat marked, hvor forsikringsselskaber betaler private selskaber for at udføre liggende (ikke akutte) transporter. Visse af udbyderne på det private marked, fungerer også som underentreprenører til det offentlige marked ved især ikke akutte sygetransporter.
Rammerne for det offentlige område reguleres gennem Præhospitalbekendtgørelsen ("Bekendtgørelse om planlægning af sundhedsberedskabet og det præhospitale beredskab samt uddannelse af ambulancepersonale m.v."), der forpligter regionerne til at opretholde et nærmere defineret ambulanceberedskab. Det er så gennem kontrakterne at serviceniveauet fastsættes.
Siden 1. februar 2010 er den største ambulanceoperatør Falck og den næststørste Responce. Før 1. september 2009 var Københavns Brandvæsen den næststørste, men i forbindelse med Region Hovedstadens udbud, mistede man stor del af opgaven i Københavns Kommune til primært Falck. I Østjylland mistede Falck kørslen i ét område (Horsens og omegn) til Responce, der var ny aktør på markedet.

## Historie
Den 16. december 1886 blev "Foreningen for Lægevagtsstationer" stiftet i København. Formålet var
At sikre Kjøbenhavns og Frederiksbergs beboere adgang til i påtrængende tilfælde, at erholde lægehjælp om natten og at sørge for midler til foreløbig forbinding samt hentsigtsmæssig og skånsom transport af tilskadekomne, såvel ved dag som ved nat.
Foreningen fik 8 bårer foræret af Krigsministeriet og 2 kørebårer fra Røde Kors. Kørebårerne bestod af en lukket kasse på to hjul. Bårene blev fordelt på forskellige københavnske politistationer og var beregnet på transport af patienter, der ikke kunne køres i drosche.
Tre år senere kom de første hestetrukne ambulancer og der blev placeret en på hver af byens 7 politistationer. I ambulancevognene var der plads til to patienter og der fandtes også forbindinger og lignende. De blev bemandede af en politibetjent, der måtte rekvirere en drosche for derfra at benytte hest og kusk. Om natten måtte man vække en af de vognmænd, der var indgået aftale med.
1. april 1898 overgik ambulancerne til Københavns Brandvæsen, der kunne stille med heste, kuske og en brandmand. De ejedes stadig af Foreningen af Lægevagtsstationer, der også betalte for driften.
Den første automobilambulance kom i 1908, da Sophus Falck købte den til sit to år gamle redningskorps "Redningskorpset for København og Frederiksberg A/S" (senere forkortet til Falck). Brandvæsenet fik først automobilambulancer i 1921.
Indtil 1909, hvor brandvæsenets korpslæge gav brandfolkene et kursus i "Nødhjælp og Sygetransport", havde der ikke været nogen uddannelse i forbindelse med ambulancekørsel.

Op gennem det meste af århundredet, havde personalet en minimal uddannelse og meget lidt udstyr i deres køretøjer, hvilket betød, at man tilbragte kortest muligt tid på skadestedet og blot skyndte sig til sygehuset.
Specialiseringen af ambulancetjenesten startede i 1972, hvor Glostrup Sygehus' hjerteafdeling startede et forsøg med elektronisk overførsel af elektrokardiogram fra særlige hjerteambulancer til en kardiolog, der så skulle give ordre til, om man skulle støde med en defibrillator. Denne form for fjernrådgivning er efterhånden blevet meget almindelig og er blevet konkretiseret i form af ordet telemedicin.
Sundhedsstyrelsen udgav i 1975 en betænkning om en række mindstekrav til udstyr og uddannelse. Landtransportskolen i Avedøre udbød fem år senere som et forsøg et særligt kursus for ambulancetjenestens personale. Sideløbende skete en stadig større udbredelse af defibrillatorer i takt med, at forsøget fra Glostrup blev mere og mere omfattende.
Ved en bekendtgørelse fra Sundhedsministeriet i 1992 skete der noget nær en revolution inden for tjenesten, da denne gav en række konkrete krav til uddannelse, materiel og dimensionering af ambulancetjenesterne. En ændring to år senere stillede krav om defibrillatorer i alle ambulancer, hvilket i praksis betød en afskaffelse af begrebet "hjerteambulance".
I starten af det 21. århundrede er det fortsat denne bekendtgørelse, der med senere revisioner, er lovgrundlaget for den offentlige ambulancetjeneste i Danmark.

### Bemaling
I Danmark har der aldrig været et sæt fælles retningslinjer for, hvordan bemalingen på ambulance skulle være. Det var først i forbindelse med regionernes udbud af deres ambulancetjenester i 2008, at der blev stillet disse krav.
Regionerne forlangte således, at de nye ambulancer skulle beklædes med en stærk gul farve, imens tekst og markeringer skulle være i en stærk grøn farve. I stedet for de relativt store operatør-logoer der før var markeret på ambulancerne, skulle der nu være et stort logo fra den enkelte region. På de nye ambulancer er operatør/firma-logoerne placeret meget småt på side- og/eller bagdørene.
Inden ændringerne trådte i kraft, blev den akutte ambulancekørsel udført af Falck, Københavns Brandvæsen, Frederiksberg Brandvæsen, Roskilde Brandvæsen, Gentofte Brandvæsen og REKO, som hver især anvendte deres egen, personlige bemaling, som adskilte sig fra de andres.

## Helikoptertjeneste
Der har siden 1956 været helikoptere til at udføre redningsoperationer i Danmark. Frem til og med 2004 var der udelukkende militære helikoptere, men i 2005 startede den første civile ambulancehelikopter som et privat initiativ. I hhv. 2010 og 2011 blev der på offentlig foranledning etableret flyvende beredskaber på Sjælland og i Jylland.

### Eskadrille 722
Siden 1951 har Flyvevåbnet med Eskadrille 722 opretholdt en national SAR-tjeneste, der i de første fem år opererede med amfibiefly. Fra 1956 tilgik der helikoptere til tjenesten, hvorefter man i en årrække frem lod flyene stå for rekognoscering, mens helikopteren opsamlede den nødstedte, når denne var lokaliseret.
Med indførslen af Sikorsky S-61 fra 1965 og frem, fik man en helikoptertype med en aktionsradius, der var tilpas stor til, at man kunne udfase anvendelsen af fly til opgaverne. Dette viste sig bl.a. under en omfattende redningsaktion i 1966, hvor M/S Skagerak kom i havsnød 28 sømil fra Hirtshals. En redningsaktion, eskadrillen efterfølgende høstede international anerkendelse for.
I dag omfatter opgavesættet desuden decideret ambulanceflyvning med akutte patienter fra primært de mindre øer, der er svært tilgængelige med en kørende ambulance. Desuden gennemføres der interhospitaler transporter på tværs af landet, assistance med f.eks. pumpeudstyr eller lignende til skibe i nød, samt overvågning af farvandene i relation til forureninger. I sidstnævnte tilfælde medbringes udstyr til at opsamle prøver til efterfølgende analyse.
Fra april 2007 påbegyndte Flyvevåbnet en gradvist udskiftning af helikopterne til den nye AgustaWestland EH101, som blev fuldendt juni 2010, hvorefter beredskabet nu udelukkende består af disse.

### Falck DRF Luftambulance
Dansk Luftambulance blev i 2004 stiftet som et samarbejde mellem Falck og DRF Luftrettung, der året efter startede en treårig forsøgsperiode med en lægebemandet ambulancehelikopter i Nordfrislands Kreds og daværende Sønderjyllands Amt. Efter forsøgsperiodens udløb overgik den som en permanent del af de præhospitale beredskab i Sydslesvig og Sønderjylland. Helikopteren har base i Nibøl og disponeres i Danmark af Region Syddanmarks egen vagtcentral, som kan rekvirere den til både akut sygdom/tilskadekomst eller transport af patienter mellem sygehusene. Ca. 10 % af opgaverne udføres i Danmark, mens de resterende 90 % udføres i Tyskland.
Missionerne flyves af en MBB/Kawasaki BK 117.

### Helikopter på Sjælland
Region Sjælland og Region Hovedstaden dækkes desuden fra 1. maj 2010 af en ambulancehelikopter stationeret på Ringsted Flyveplads, der drives af Falck DRF Luftambulance efter at TrygFonden har doneret et større beløb for at muliggøre ordningen. Den flyver kun i døgnets lyse timer og skal i 1½ år give nogle erfaringer med, hvordan helikoptere kan indgå i det samlede præhospitale beredskab i regionerne. Den disponeres fra Region Sjællands egen vagtcentral. Hvis vejrforholdene ikke tillader flyvning, bemander helikopterens læge og paramediciner i stedet en akutbil fra Ringsted.
Missionerne flyves af en MBB/Kawasaki BK 117.

### Helikopter i Jylland
Efter en bevilling fra Folketinget til en forsøgsordning på 13 måneder, har Region Midtjylland og Region Nordjylland fra 1. juni 2011 etableret en døgndækkende lægebemandet akutlægehelikopter med base i Karup. Opgaven blev vundet af SOS International, som har indgået kontrakt med underleverandørerne Norsk Luftambulanse og North Flying om at stille helikopter og mandskab til rådighed.
Helikopteren disponeres af Region Midtjyllands egen vagtcentral. Operationsområdet er primært Region Midtjylland, sekundært Region Nordjylland og tertiært Region Syddanmark. For sidstnævnte område, drejer det sig især om områder, hvor helikopteren fra Nibøl vil have længere flyvetid, samt i forbindelse med større hændelser.
Missionerne flyves af en Eurocopter EC135.